# Orgaz
Orgaz ist eine Kleinstadt und eine zentralspanische aus dem Hauptort und dem Weiler (pedanía) Arisgotas bestehende Gemeinde (municipio) mit 2.595 Einwohnern (Stand: 2024) in der Provinz Toledo in der Autonomen Gemeinschaft Kastilien-La Mancha. Der historische Ortskern ist seit dem Jahr 2004 als nationales Kulturgut (Bien de Interés Cultural) in der Kategorie  Conjunto histórico-artístico anerkannt.

## Lage und Klima
Die Kleinstadt Orgaz liegt etwa 35 km (Fahrtstrecke) südöstlich von Toledo in der historischen Provinz La Mancha in einer Höhe von ca. 745 m; bis nach Madrid sind es gut 100 km in nördlicher Richtung. Die nächstgrößeren Orte sind Sonseca (ca. 11 km nordwestlich) und Mora (ca. 11 km nordöstlich). Das Klima im Winter ist rau, im Sommer dagegen trocken und warm; der spärliche Regen (ca. 435 mm/Jahr) fällt überwiegend in den Wintermonaten.

## Bevölkerungsentwicklung
| Jahr      | 1857  | 1900  | 1950  | 2000  | 2019  |
| Einwohner | 4.198 | 3.000 | 3.780 | 2.672 | 2.602 |

Die seit den 1950er Jahren zunehmende Mechanisierung der Landwirtschaft und die Aufgabe von bäuerlichen Kleinbetrieben führten auch in der Kleinstadt zu einem Kaufkraftschwund und zur Abwanderung eines Teils der Bevölkerung.

## Wirtschaft
Das Umland von Orgaz war und ist im Wesentlichen landwirtschaftlich geprägt; die Stadt selbst diente als handwerkliches und merkantiles Zentrum für die umliegenden Dörfer. Im 19. Jahrhundert gab es zwei Tuchfabriken und zwei Gerbereien sowie mehrere Mühlen und Brennereien. Seit den 1960er Jahren ist der Tagestourismus von größerer Bedeutung.

## Geschichte
Möglicherweise wurde der Ort schon vom antiken Geographen Ptolemäus als Barnices erwähnt; römische, westgotische und maurische Funde wurden gemacht. Im Jahr 1085 wurde die Gegend von Alfons VI. zurückerobert (reconquista) und von Christen aus dem Norden und dem Süden der Iberischen Halbinsel wiederbesiedelt (repoblación). Im Mittelalter war er das von einer Stadtmauer umgebene Zentrum der Grafschaft Orgaz, derer sich auch El Cid bemächtigen wollte. Vom 13. bis zum 16. Jahrhundert wechselte die Stadt mehrfach den Grundherren, bis sie schließlich in der Bedeutungslosigkeit versank.

## Sehenswürdigkeiten

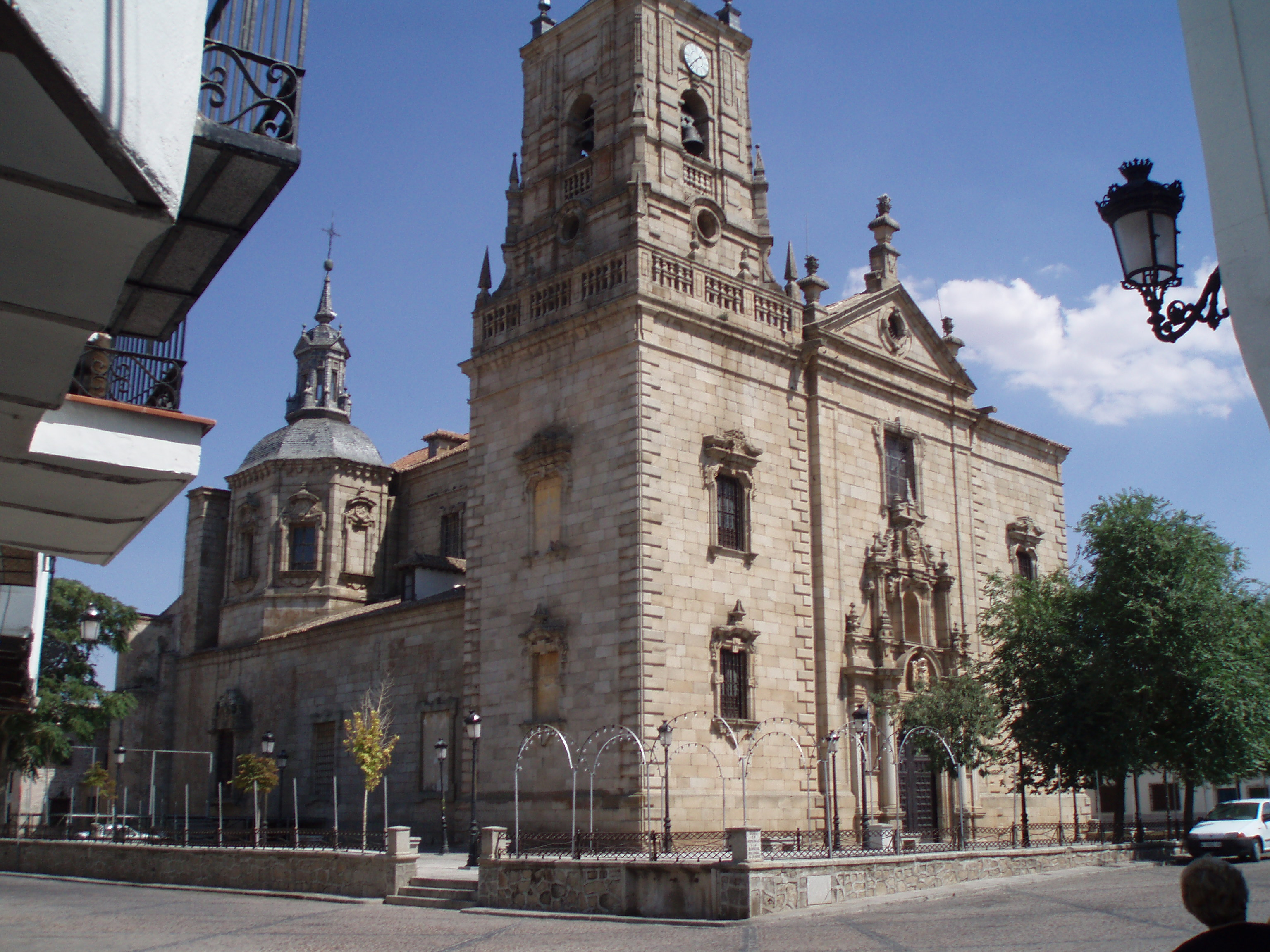
Orgaz – Kirche Santo Tomás Apóstol

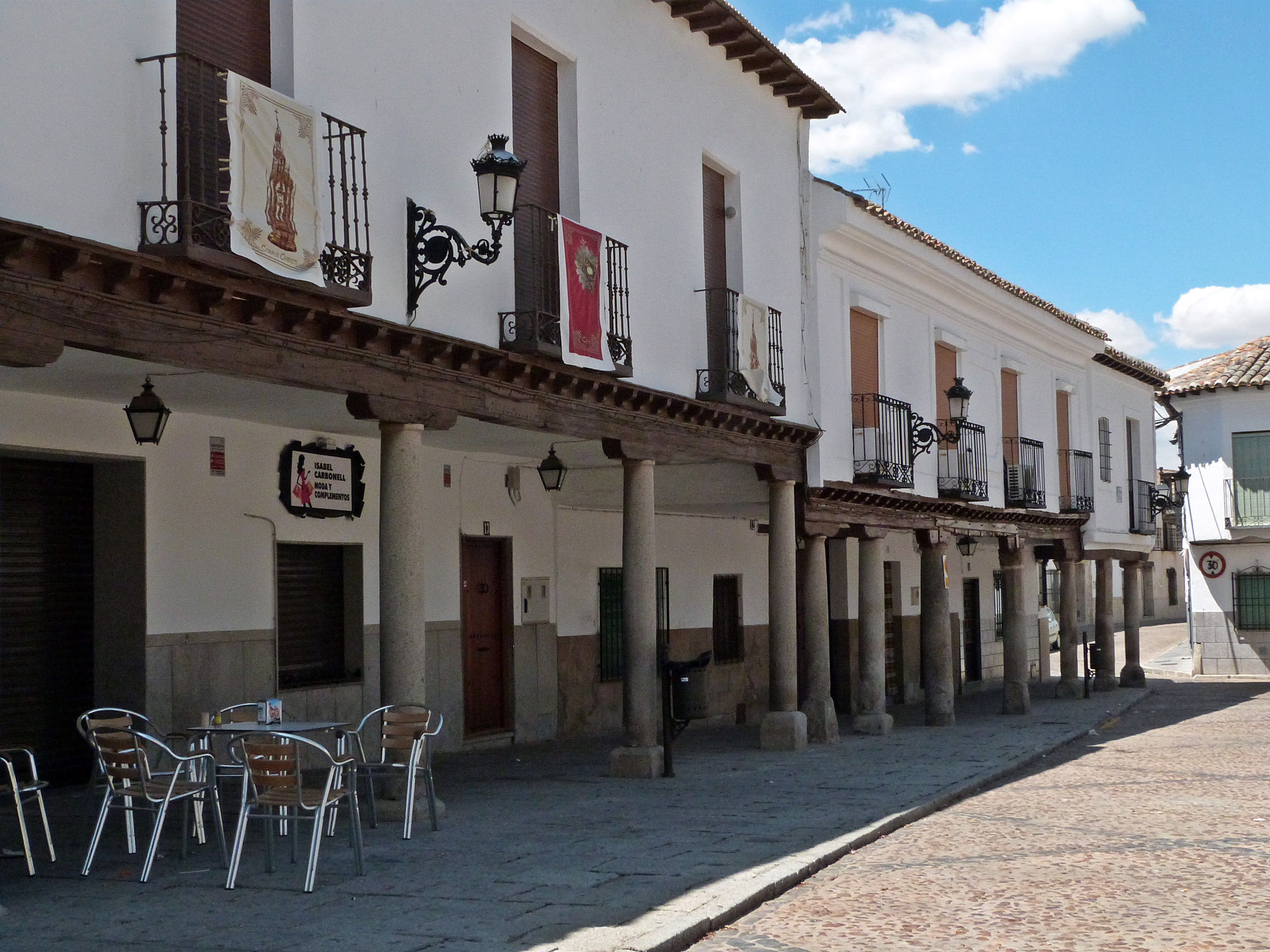
Orgaz – Stützenhäuser (soportales)

- Die eher strenge dreischiffige Barockkirche Santo Tomás Apóstol entstand in den Jahren 1738–1763 unter der Leitung des Architekten Alberto de Churriguera. Da die Bewohner der Stadt im Wesentlichen selbst für die Baukosten aufkommen mussten, kam es wiederholt zu Bauunterbrechungen. Ein kleines Museum bewahrt ein u. a. Kreuzigungsbild von El Greco oder seiner Werkstatt.
- Die im 14. oder 15. Jahrhundert errichtete und im 20. Jahrhundert restaurierte Burg (castillo) von Orgaz steht im Westen der Altstadt. Ihr quadratischer Grundriss hat zwei nach außen vortretende Annexbauten: einen 20 m hohen Bergfried (torre de homenaje) mit einem viereckigen Grundriss und die Burgkapelle mit ihrem apsidialen Grundriss. Zwei Ein-Mann-Wachtürmchen („Pfefferbüchsen“) sind in den Ecken platziert.
- Eine fünfbogige mittelalterliche oder frühneuzeitliche Granitsteinbrücke (Puente de los cinco Ojos) überspannt den kleinen Fluss Riánsares, der die meiste Zeit des Jahres kaum Wasser führt, aber nach langanhaltenden oder heftigen Regenfällen deutlich anschwellen kann; sie wurde im Jahre 2001 umfassend restauriert.
- Die Stadttore Arco de Belén im Westen und Arco de San José im Osten der Stadt stammen aus dem 15. Jahrhundert.
- Die Kapelle der Einsiedelei der Ermita del Socorro steht im Norden der Stadt.
- Die Ermita de la Concepción befindet sich auf halbem Weg zwischen der Kirche Santo Tomás Apóstol und der Burg; sie wurde im Jahr 2002 restauriert.
- Im Herzen der Stadt stehen noch einige Fachwerkhäuser im kastilischen Stil, d. h. mit vorgebauten Stützen aus Stein oder Holz im Erdgeschoss.

Umgebung
- Etwa 5 km südwestlich von Orgaz befinden sich beim Dorf Arisgotas die Ruinen einer westgotischen Siedlung. Die Anlage wurde ausgegraben und zu einem Freilichtmuseum (Museo de Arte Visigodo) ausgebaut. Auch die im Mudéjar-Stil erbaute und von einem runden Glockenturm (campanario) begleitete Pfarrkirche des Ortes verdient Beachtung.

## Persönlichkeiten
- Alvar Pérez de Castro († 1240), Mayordomo von Alfons IX. von León und Ferdinand III. von Kastilien und León
- Juan Sánchez Cotán (1560–1627), Maler
- Alberto de Churriguera (1676–1750), Architekt

Der im Volk hochverehrte und knapp 300 Jahre nach seinem Tode (1312) von El Greco gemalte Don Gonzalo Ruíz, Graf von Orgaz (siehe: Begräbnis des Grafen von Orgaz) trägt viele legendenhafte Züge.